# Pierre Sprecher
Pour les articles homonymes, voir Sprecher.
Pierre Sprecher (né le 9 novembre 1921 à Amiens et mort le 7 novembre 2003 à Chambéry) est un athlète français, spécialiste des épreuves combinées.

## Biographie
Il se classe cinquième du décathlon lors des championnats d'Europe de 1946 et dixième lors de l'édition suivante, en 1950. Il participe aux Jeux olympiques d'été de 1948, à Londres : éliminé dès les qualifications du lancer du javelot, il se classe 14e de l'épreuve du décathlon.
Il remporte quatre titres de champion de France : deux au lancer du javelot en 1942 et 1950, et deux au décathlon en 1946 et 1950.
Il établit deux records de France du décathlon : le premier le 20 juillet 1946 à Colombes avec 6 316 points et le deuxième le 23 août 1946 à Oslo avec 6 496 points. Ce record sera amélioré en 1948 par Ignace Heinrich.